# Multiinsieme
Un multiinsieme, in matematica, e più in particolare nella combinatoria, nella logica matematica e nella teoria degli insiemi, è una generalizzazione del concetto basilare di insieme. Potrebbe definirsi con un elenco che ammette elementi ripetuti: si potrebbe ad esempio rappresentare con un elenco come {\displaystyle a,a,a,b,b,c}. Una tale collezione, infatti, non corrisponde alla concezione prevalente di insieme come collezione di elementi tutti distinti tra loro. Ma nella definizione di multiinsieme, a differenza di quello che accade per un elenco o una lista, non è rilevante l'ordine in cui compaiono gli elementi.
Formalmente, un multiinsieme è definito come una coppia {\displaystyle M=(A,m)}, dove {\displaystyle A} è un insieme e {\displaystyle m\colon A\rightarrow \mathbb {N} ^{*}} è una funzione a valori naturali positivi; {\displaystyle A} viene detto insieme supporto del multiinsieme, i suoi elementi si dicono elementi del multiinsieme ed {\displaystyle m} molteplicità del multiinsieme. Si può dire che la funzione molteplicità associa ad ogni elemento del multiinsieme un numero di ripetizioni che costituiscono il multiinsieme stesso; per esempio nel caso sopra menzionato si ha:
- {\displaystyle m(a)=3,}
- {\displaystyle m(b)=2,}
- {\displaystyle m(c)=1.}

Si osservi che la sola funzione molteplicità individua completamente un multiinsieme: in effetti la nozione può ridursi a quella di funzione a valori interi positivi e per un generico multiinsieme, ricorrendo alla nozione di dominio, si può scrivere {\displaystyle (A,m)=(\mathrm {dom} (m),m)}.
La somma dei numeri di ripetizioni esprime il numero delle coppie costituenti la funzione {\displaystyle m} e quindi viene detta cardinalità del multinsieme.
Risulta utile servirsi dei termini e delle notazioni dei multiinsiemi per ragioni di pratica espositiva, come accade per i due primi esempi del paragrafo che segue e in varie questioni enumerative nella combinatoria e nella teoria dei gruppi.
Da quanto detto si evince in modo esplicito che se l'insieme immagine di {\displaystyle m} (ossia l'insieme dei valori assunti da {\displaystyle m}) coincide con l'insieme {\displaystyle \{1\}}, allora il multiinsieme si può confondere con il suo insieme sostegno.
Naturalmente, dato che ogni funzione si può presentare come insieme di coppie, ogni multiinsieme {\displaystyle M=(A,m)} può essere presentato come l'insieme delle coppie ordinate {\displaystyle \{(a,m(a)):a\in A\}}; nell'esempio iniziale: {\displaystyle M=\{(a,3),(b,2),(c,1)\}}.
Il numero dei multinsiemi di cardinalità {\displaystyle k} di un insieme {\displaystyle A} di cardinalità {\displaystyle n} è dato dal coefficiente binomiale {\displaystyle {k-1 \choose n-1}}; è quindi uguale al numero delle composizioni di {\displaystyle k} in {\displaystyle n} parti.
Se si specifica un universo {\displaystyle U} di cui {\displaystyle A} sia sottoinsieme, la definizione di funzione molteplicità diviene {\displaystyle m_{u}\colon U\rightarrow \mathbb {N} }; in tal caso, la molteplicità degli elementi di {\displaystyle U} non appartenenti ad {\displaystyle A} è nulla.
Il numero di tali multinsiemi di cardinalità {\displaystyle k} di un insieme {\displaystyle U} di cardinalità {\displaystyle n} viene detto, nella terminologia combinatoria classica, numero delle combinazioni con ripetizione di {\displaystyle n} oggetti di classe {\displaystyle k}.
La funzione molteplicità {\displaystyle m_{u}\colon U\rightarrow \mathbb {N} } generalizza la funzione indicatrice di un insieme, quest'ultima essendo vincolata ad assumere solo i valori 0 o 1.

## Esempi
La nozione di multiinsieme serve per individuare con chiarezza la collezione dei fattori primi di un dato numero naturale. Se per esempio si osserva che 
{\displaystyle 720=2^{4}3^{2}5}, si può affermare che il multiinsieme dei fattori primi di 720 è {\displaystyle A=\{(2,4),(3,2),(5,1)\}}. Un altro esempio è dato dalle radici di un polinomio; ad esempio le radici del polinomio {\displaystyle x^{3}-5x^{2}+7x-3} costituiscono il multiinsieme {\displaystyle \{(1,2),(3,1)\}}.
Si osservi che nei due esempi precedenti, parlando di multiinsiemi si hanno enunciati piuttosto chiari e si evitano discorsi nei quali si usa a sproposito il termine insieme.
Nella pratica spesso un multiinsieme viene efficacemente individuato con una notazione esponenziale che si richiama alla fattorizzazione degli interi: per l'esempio del polinomio si potrebbe scrivere 
{\displaystyle \{{\text{radici di }}x^{3}-5x^{2}+7x-3\}=1^{2}3^{1}}. Anche per questa notazione si conviene di evitare di scrivere gli esponenti uguali a 1. Talora un multiinsieme viene presentato con un istogramma formato da colonne di quadratini uguali sovrapposti.
Si potrebbero trattare anche multiinsiemi aventi come sostegno un insieme infinito: in effetti una successione di interi (come la successione di Fibonacci o la successione dei numeri di Catalan) potrebbe considerarsi un multiinsieme. Di solito però si considerano solo multiinsiemi con sostegno finito.